# It’s A Biz (Ain’t Nobody)
Az It’s A Biz (Ain’t Nobody) a német Scooter együttes 2012-ben megjelent kislemeze a The Big Mash Up című lemezükről. A dal Chaka Khan "Ain't Nobody" című dalának feldolgozása. A kislemezes változat nemcsak alcímében, de felépítésében is jelentősen különbözik az albumon hallható változattól, ezért kapta a "The Big Mash Up Tour 2012 Edit" alcímet. A dal refrénjét egy magyar énekesnő, Magyar Zsuzsa énekli.

## Története
A "The Big Mash Up" című lemez vegyes érzelmeket váltott ki a rajongókból, annak hangzása ugyanis merőben más volt, mint az addig megszokott. A Scooter a klub-barátabb szerzeményekkel tett egy kísérletet, hogy az elméleti elképzelés mennyire válik be a gyakorlatban. Ezért miközben a rajongók kívánságára kiadták a "C’est Bleu" kislemezt, addig az "It's A Biz" kikerült a német lemezlovasok kezei közé. Az eredmény több mint meggyőző volt: a "C'est Bleu" a német slágerlistán megbukott, viszont az "It’s A Biz" egyre feljebb kúszott a német DJ-listán, egészen szép eredményeket elérve. Valószínűleg ennek hatására is dönthettek úgy, hogy ez lesz az új kislemez. A bejelentésről már 2012 januárjában lehetett kósza híreket hallani, de hivatalossá csak február 20-án vált. Az új szám jelentős mértékben eltér az albumverziótól, szinte teljesen átírták azt, dallamosabb és energikusabb lett, egyben felbukkan benne a The KLF "What Time Is Love?"-jának dallama is, a Scooter történetében immár harmadik alkalommal egy kislemezen.
A kislemez borítója illeszkedik a "The Big Mash Up" többi kislemezének és a nagylemezének stílusához, a szürkés háttérrel és a különleges, ecsettel festett betűtípussal. A Facebook-on jelent meg először, de hibásan, az aposztróf ugyanis rossz helyre került. Később ezt korrigálták, és a végleges kiadványra is jól került fel, nincs tehát hibásan nyomtatott változata.

## Számok listája
1. It's A Biz (The Big Mash Up Tour 2012 Edit) - (3:21)
2. It's A Biz (Club Mix) - (5:40)
3. It's A Biz (Extended) - (5:40) (csak az internetes kiadásokon)

A "Club Mix" és az "Extended" lényegében megegyezik, az egyetlen érdemi különbség köztük, hogy a "Club Mix" alatt nincs szöveg, csak a refrén.

## Más változatok
Az "It's A Biz" albumverziója gyakorlatilag egy teljesen eltérő változat, külön kiadványként azonban nem jelent meg. A DJ-listán egy alternatív borítóval jelent meg, amely a bal oldalon látható női alak hiányát leszámítva csaknem teljesen megegyezik a kislemezborítóval.
Az "Extended" kivételével valamennyi változat felkerült a "The Big Mash Up (20 Years of Hardcore Expanded Edition)" című 2013-as kiadványra.

## Közreműködtek
- H.P. Baxxter a.k.a. MC Ding Ding (szöveg)
- Rick J. Jordan, Michael Simon (zene)
- David Wollinski (eredeti szerző)
- Jens Thele (menedzser)
- Magyar Zsuzsa (női vokál)
- Michaela Kuhn (fényképek)
- Martin Weiland (borítóterv)

## Videoklip
A videoklip két részből áll: az egyik egy brnói fellépésen készített koncertfelvételes rész (ezen a koncerten volt a dal felújított változatának premierje is), a másik pedig azt mutatja be, ahogy egy fiatal lány éppen úton van a koncertre autóval, de útközben lerobban.